# Frode Moesgaard
Frode H. Moesgaard (født 14. juni  1904 i Usserød, død september 2001 i Hjørring), var en dansk atlet som var medlem af AI og fra 1937 Aarhus Fremad i Aarhus.
Moesgaard vandt det danske mesterskab i kuglestød 20 gange og i diskoskast en gang.
Han satte i 1930 tre danske rekorder i kuglestød med bedstehånd; 13,78, 13,89 og 13,99. Rekorden blev slået at Aage Christiansen i 1932, da han blev den første dansker over 14 meter med 14,02. I den nu afskaffede disciplin kuglestød sammenlagt satte han fem danske rekorder; 24,49, 24,71 og 25,09 i 1929 og 26,00 og 26,75 i 1930. Han blev den sidste officielle rekordholder i denne disciplin.
I Kolding er opstillet en statue af Uffe hin Spage lavet af Anne Marie Carl-Nielsen. Hun har brugt flere modeller for at lave "Uffe". Det forlyder, at Carl Nielsen har stået model til ansigtet, og kroppen er stykket sammen af Frode Moesgaards overkrop og Hell Hansens underkrop.
Moesgaard var cand.mag. og ansat som lektor og gymnastiklærere på på Hjørring Gymnasium 1939-1971.

## Danske mesterskaber
- Guld 1941 Kuglestød 13.04
- Bronze 1940 Kuglestød 12.89
- Guld 1939 Kuglestød 13.62
- Sølv 1938 Kuglestød 13.49
- Guld 1937 Diskoskast 39.66
- Guld 1937 Kuglestød 13.55
- Guld 1937 Kuglestød (sammenlagt højre + venstre)
- Guld 1936 Kuglestød 13.32
- Guld 1936 Kuglestød (sammenlagt højre + venstre)
- Sølv 1935 Kuglestød 13.47
- Guld 1935 Kuglestød (sammenlagt højre + venstre)
- Sølv 1934 Kuglestød 13.75
- Guld 1934 Kuglestød (sammenlagt højre + venstre)
- Guld 1933 Kuglestød 13.97
- Guld 1933 Kuglestød (sammenlagt højre + venstre)
- Guld 1932 Kuglestød 13.92
- Guld 1932 Kuglestød (sammenlagt højre + venstre)
- Guld 1931 Kuglestød 13.33
- Guld 1931 Kuglestød (sammenlagt højre + venstre)
- Guld 1930 Kuglestød 13.45
- Guld 1930 Kuglestød (sammenlagt højre + venstre)
- Guld 1929 Kuglestød 12.97
- Guld 1929 Kuglestød (sammenlagt højre + venstre)
- Guld 1928 Kuglestød 12.82
- Guld 1928 Kuglestød (sammenlagt højre + venstre)